# Wannes Lacroix
Wannes Lacroix (Bocholt, 16 juli 2002) is een Belgische acteur. Hij is vooral gekend als Niels uit de VRT-serie Thuis en voor zijn strijd tegen homofobie.

## Biografie
Wannes Lacroix groeide op in Bocholt. Hij volgde 'Woordkunst Drama' aan de kunsthumaniora van Hasselt en studeerde daarna verder in de richting 'Media en Entertainment Business' aan de Thomas More-Hogeschool in Mechelen.
Lacroix speelde van 2015 tot 2016 de rol van Marx in de Studio 100-reeks, De Avonturen van Lolly Lolbroek. Hij kreeg een rol in het kinderkoor van de musicals '14-'18 en De ridders van de ronde keukentafel. Hij trad in 2018 en 2019 op in The Christmas Show. Lacroix nam in 2019 deel aan het zesde seizoen van The Voice van Vlaanderen, waar hij in Team Koen terechtkwam. Hij bereikte uiteindelijk de 2de plaats.
Sinds 2021 speelt hij de rol van Niels Le Grand in de soapserie Thuis op VRT 1. In 2024 speelde hij de rol van Rune in de serie BLUR op VTM.

## Onderscheiding
Wannes Lacroix won in 2022 de Golden Hasselt Awards in de categorie Jongeren.